# Symydobius intermedius
Symydobius intermedius är en insektsart som beskrevs av David D. Gillette och Palmer 1930. Symydobius intermedius ingår i släktet Symydobius och familjen långrörsbladlöss. Inga underarter finns listade i Catalogue of Life.